# Mars Automatic Pistol
A Mars Automatic Pistol, também conhecida como Webley-Mars, era uma pistola semiautomática desenvolvida em 1900 pelo inglês Hugh Gabbet-Fairfax e distribuída pela Mars Automatic Pistol Syndicate Ltd. de Birmingham. Foi fabricada primeiro pela Webley & Scott e depois por pequenos fabricantes de armas em Birmingham e Londres. A fabricação cessou em 1907.
A Mars Automatic Pistol é conhecida por estar disponível em uma variedade de calibres: 8,5 mm, 9 mm e .45. Eram todos cartuchos de garrafa com uma grande carga de pólvora, tornando a versão .45 a arma curta mais poderosa do mundo por um tempo. Ela usava uma ação única de ferrolho rotativo de recuo longo que ejetava os cartuchos gastos diretamente para trás, e o mecanismo de alimentação é incomum, pois puxa os cartuchos para trás para fora do carregador e os levanta para a face da culatra.
A Mars Automatic Pistol foi rejeitada pelo Departamento de Guerra como uma possível substituta para os revólveres Webley & Scott, então em serviço com o Exército Britânico, por causa do recuo inaceitavelmente poderoso, considerável chama do cano e complexidade mecânica. O capitão encarregado dos testes da Mars na Escola de Artilharia Naval em 1902 observou: "Ninguém que atirou uma vez com a pistola desejou atirar de novo". Atirar com a pistola Mars foi descrito como "singularmente desagradável e alarmante". Desde então, tornou-se um item de colecionador devido à sua raridade e como um exemplo dos primeiros desenvolvimentos em pistolas semiautomáticas.

## Na cultura popular
A Mars pode ser obtida no jogo eletrônico de 2015, Assassin's Creed Syndicate, apesar do jogo ser ambientado em 1868, 32 anos antes da produção da arma. No entanto, a arma é mostrada mais uma vez de maneira historicamente precisa na seção da Primeira Guerra Mundial do jogo, onde é empunhada pela neta do protagonista Jacob Frye, Lydia Frye.
A Mars Automatic Pistol também pode ser usada pela classe de Batedor (Scout) no jogo eletrônico de 2016, Battlefield 1.
A Mars é descrita no romance de Brian Catling de 2012, The Vorrh.